# Nezamyslice
Nezamyslice – miasteczko w Czechach, w powiecie Prościejów, w kraju ołomunieckim. Według danych z dnia 1 stycznia 2012 liczyło 1452 mieszkańców.
Status miasteczka odzyskano w 2006 roku.
Składa się z dwóch części:
- Nezamyslice
- Těšice